# Stenanthemum nanum
Stenanthemum nanum är en brakvedsväxtart som beskrevs av B.L. Rye. Stenanthemum nanum ingår i släktet Stenanthemum och familjen brakvedsväxter. Inga underarter finns listade i Catalogue of Life.